# Gianni Dal Maso
Gianni Dal Maso, né à Vicence en 1954, est un mathématicien italien spécialisé dans le domaine des équations aux dérivées partielles, du calcul variationnel et des mathématiques appliquées.

## Études et carrière scientifique
Gianni Dal Maso étudie à l'école normale supérieure de Pise puis poursuit sur une thèse en mathématiques sous la direction d'Ennio De Giorgi. Entre 1977 et 1981, Gianni Dal Maso bénéficie d'un contrat post-doctoral toujours à l'école normale supérieure. Il est, par la suite, recruté comme maître de conférences en analyse (mathématiques) à l'université d'Udine avant d'intégrer l'école internationale supérieure d'études avancées (SISSA) à Trieste. Il est ensuite professeur des universités en mathématiques et directeur adjoint du SISSA.

## Recherches
Les thèmes de recherche de Gianni Dal Maso tournent principalement autour de questions relatives au calcul de variations et aux équations aux dérivées partielles, avec des applications à la mécanique, la théorie de l'élasticité, et le traitement de l'image numérique.

En 2012, Il reçoit l'appui du Conseil européen de la recherche (C.E.R.) sur son projet autour des problèmes de l'évolution quasi-statique et dynamique de la déformation plastique et de la rupture.

## Distinctions
- en 1990, l'union mathématique italienne lui décerne le prix Caccioppoli[7].
- en 1994, il reçoit le prix mathématique de l'Académie italienne des sciences[8].
- en 2005, l'institut Lombard des Sciences et des Lettres lui attribue le prix Amerio[9].